# Henrik Plenge Jakobsen
Henrik Plenge Jakobsen (né en 1967 à Copenhague, Danemark) est un artiste conceptuel danois, qui travaille divers médias, de la sculpture en passant par l'installation à la performance et l'intervention dans l'espace public.
Il a étudié à la Royal Danish Academy of Art, Copenhague, Danemark, de 1987 à 1994, et à l'École nationale supérieure des beaux-arts et à l'Institut des hautes études en art plastique, à Paris, à partir de 1992.
Henrik Plenge Jakobsen vit actuellement à Copenhague.

## Travail
Le travail de Plenge Jakobsen examine et questionne le champ politique, économique, culturel et social des structures constituant les fondements de la vie moderne. Inspirés par les situationnistes, ses travaux ne cherchent pas à représenter la réalité mais à intégrer la réalité dans ses réalisations. Pour Plenge Jakobsen, l'art et la réalité ne sont pas des sphères séparées, qui peuvent cohabiter temporairement. Existant dans le monde, l'art représente l'une des réalités qui constituent la vie.
Le travail de Henrik Plenge Jakobsen peut être décrit comme une disposition d'éléments visuels dans un espace donné, impliquant souvent un élément de l'ordre de la performance. Plusieurs de ses œuvres combinent des éléments sculpturaux et des objets en plastique, positionnées au carrefour entre la sculpture et l'installation.
En 2024, il réalise Stella Nova, une œuvre installée dans la station de métro København Syd, sur la ligne 4 du métro de Copenhague. 

## Expositions personnelles
- Eggjastokkur à NoPlace[3], Oslo, 2011
- Mainframe au Kunstverein für Die Rheinlande und Westfalen[4], Düsseldorf, 2010
- Manhattan Ingénierie District, Frac des Pays de la Loire[5], Carquefou, France, 2007
- j'Accuse, South London Gallery[6], de Londres, en Angleterre, 2005
- Cirque Portikus, Portikus[7], Frankfurt am main, Allemagne, 2003